# Río Abulog
El río Abulog es un curso de agua de las Filipinas. Discurre por la región del Valle del Cagayán.

## Curso
El río aparece descrito en el primer volumen del Diccionario geográfico, estadístico, histórico de las Islas Filipinas de Manuel Buzeta Núñez y Felipe Bravo con las siguientes palabras:

ABULUG: r. de la isla de Luzon, prov. de Cagayan. El pueblo de Abulug le da este nombre, ya á bastante trecho antes de llegar á él, quitándole el de Apayao, que tiene en su origen. Nace en la cordillera de los Caraballos del N., en los 124° 43' long., y los 17° 54' lat. Se dirige al N. E., y en los 124° 53' 50” long., 17° 57' lat., recibe por la izquierda de un afluente que se desprende de los montes que caen al E. de dicho rio. En los 124° 43' long., 18° 2' lat., nace otro afluente que llega á él en los 124° 41' long., 18° 7' lat. En la misma long. y 5' mas de lat., desagua en el mismo otro afluente, y otro en los 18° 13' 30” lat., 124° 56' long., desde donde se denomina ya abulug. Luego se convierte al E. hasta los 124° long. y los 18° 21' lat.: hace entonces una inflexion al E., y en los 125° 6' long. se convierte al N. N. E., á desaguar en la barra de su nombre (v. abulug, barra de). El pueblo de Abulug tiene un puente sobre él á poca distancia del cual recibe otro pequeño afluente, llegando por último á ser bastante caudaloso. Es muy abundante en pesca.
(Buzeta y Bravo, 1850, p. 270)